# روبرت سركيس
روبرت سركيس (بالإنجليزية: Robert Sarkies)‏ هو مخرج نيوزيلندي، ولد في 1967.

## وصلات خارجية
- روبرت سركيس على موقع IMDb (الإنجليزية)
- روبرت سركيس على موقع ألو سيني (الفرنسية)
- روبرت سركيس على موقع أول موفي (الإنجليزية)
- روبرت سركيس على موقع قاعدة بيانات الأفلام السويدية (السويدية)
- روبرت سركيس على موقع قاعدة بيانات الفيلم (الإنجليزية)
- روبرت سركيس على موقع كينوبويسك (الروسية)